# Estación de Sestao (Metro de Bilbao)
Sestao es una estación subterránea de la línea 2 del Metro de Bilbao, situada en el municipio de Sestao. Se ubica en el centro urbano de Sestao, bajo la Gran Vía de José Antonio Agirre y Lekube. Fue inaugurada el 8 de enero de 2005, y su tarifa corresponde a la zona 2. Fue la cabecera de la línea hasta que el metro llegó a Portugalete en 2007.
Las estación tiene dos accesos por escaleras mecánicas, un acceso por pasillo, y otro por ascensor.
Desde el 27 de marzo de 2015, la estación dispone de un servicio de wifi gratuito, ofrecido por la empresa WifiNova.

## Accesos
- Plaza del Kasko, ayuntamiento (salida Kasko)
- Gran Vía de José Antonio Agirre y Lekube, 14 (salida La Salle)
- Camino Txikito / calle del Doctor Fleming (salida Camino Txikito Bidea)
- Gran Vía de José Antonio Agirre y Lekube, 2 (salida Kasko)

### Accesos nocturnos
- Plaza del Kasko, ayuntamiento (salida Kasko)
- Gran Vía de José Antonio Agirre y Lekube, 2 (salida Kasko)